# Merthyr Town FC
Merthyr Town FC (celým názvem: Merthyr Town Football Club; velšsky: Clwb Pêl-droed Tref Merthyr) je velšský fotbalový klub, který sídlí ve městě Merthyr Tydfil v ceremoniálním hrabství Mid Glamorgan. Od sezóny 2018/19 hraje v Southern Football League Premier Division South (7. nejvyšší soutěž). Klubové barvy jsou černá a bílá.
Původní klub byl založen v roce 1909 jako Merthyr Town AFC. Po vzoru ostatních úspěšnějších velšských klubů (Cardiff City, Newport County nebo Swansea Town) byl pak přihlášen do anglických soutěží, přesněji do Southern Football League. V roce 1920 se stal zakládajícím členem Third Division, z Football League byl klub vyloučen v roce 1930. Po vyloučení z Football League byl znovu přihlášen do Southern Football League, kde vydržel až do svého zániku v roce 1934.
V roce 2010 byl jeho nástupnický klub Merthyr Tydfil FC poslán londýnským Vrchním soudem do likvidace. Příznivci zaniklého celku pak založili ve stejném roce nový klub Merthyr Town FC, díky čemuž se po dlouhých 76 letech objevilo jméno Merthyr Town v anglických ligových soutěžích. Nový klub je vlastněn pouze fanouškovským sdružením.
Své domácí zápasy odehrává na stadionu Penydarren Park s kapacitou 10 000 diváků.

## Historické názvy
Zdroj: 
- 1909 – Merthyr Town AFC (Merthyr Town Association Football Club)
- 1934 – zánik
- 2010 – obnovena činnost pod názvem Merthyr Town FC (Merthyr Town Football Club)

## Úspěchy v domácích pohárech
Zdroj: 
- FA Cup
  - 2. kolo: 1928/29
- Welsh Cup
  - Finále: 1923/24
- FA Trophy
  - 1. kolo: 2012/13
- FA Vase
  - 2. předkolo: 2010/11, 2011/12

## Umístění v jednotlivých sezonách
Stručný přehled
Zdroj: 
- 1909–1910: Southern Football League (Division Two "A")
- 1910–1912: Southern Football League (Division Two)
- 1912–1914: Southern Football League (Division One)
- 1914–1915: Southern Football League (Division Two)
- 1919–1920: Southern Football League (Division One)
- 1920–1930: Football League Third Division South
- 1930–1934: Southern Football League (Western Section)

- 2010–2011: Western Football League (Division One)
- 2011–2012: Western Football League (Premier Division)
- 2012–2015: Southern Football League (Division One South & West)
- 2015–2018: Southern Football League (Premier Division)
- 2018– : Southern Football League (Premier Division South)

Jednotlivé ročníky
Zdroj: 
Legenda: Z - zápasy, V - výhry, R - remízy, P - porážky, VG - vstřelené góly, OG - obdržené góly, +/- - rozdíl skóre, B - body, červené podbarvení - sestup, zelené podbarvení - postup, fialové podbarvení - reorganizace, změna skupiny či soutěže
| Anglie (1909 – )                                          |                                                      |        |    |    |    |    |     |     |     |     |        |
| Sezóny                                                    | Liga                                                 | Úroveň | Z  | V  | R  | P  | VG  | OG  | +/- | B   | Pozice |
| 1909/10                                                   | Southern Football League (Division Two "A")          | –      | 9  | 4  | 1  | 4  | 16  | 21  | -5  | 9   | 3.     |
| 1910/11                                                   | Southern Football League (Division Two)              | –      | 22 | 15 | 3  | 4  | 52  | 22  | +30 | 33  | 3.     |
| 1911/12                                                   | Southern Football League (Division Two)              | –      | 26 | 19 | 3  | 4  | 60  | 14  | +46 | 41  | 1.     |
| 1912/13                                                   | Southern Football League (Division One)              | –      | 38 | 12 | 12 | 14 | 42  | 60  | -18 | 36  | 12.    |
| 1913/14                                                   | Southern Football League (Division One)              | –      | 38 | 9  | 10 | 19 | 38  | 61  | -23 | 28  | 19.    |
| 1914/15                                                   | Southern Football League (Division Two)              | –      | 24 | 15 | 5  | 4  | 46  | 20  | +26 | 35  | 3.     |
| V letech 1915 až 1918 se nehrála žádná pravidelná soutěž. |                                                      |        |    |    |    |    |     |     |     |     |        |
| 1919/20                                                   | Southern Football League (Division One)              | –      | 42 | 9  | 11 | 22 | 47  | 78  | -31 | 29  | 21.    |
| 1920/21                                                   | Third Division South                                 | 3      | 42 | 15 | 15 | 12 | 60  | 49  | +11 | 45  | 8.     |
| 1921/22                                                   | Third Division South                                 | 3      | 42 | 17 | 6  | 19 | 45  | 56  | -11 | 40  | 11.    |
| 1922/23                                                   | Third Division South                                 | 3      | 42 | 11 | 14 | 17 | 39  | 48  | -9  | 36  | 17.    |
| 1923/24                                                   | Third Division South                                 | 3      | 42 | 11 | 16 | 15 | 45  | 65  | -20 | 38  | 13.    |
| 1924/25                                                   | Third Division South                                 | 3      | 42 | 8  | 5  | 29 | 35  | 77  | -42 | 21  | 22.    |
| 1925/26                                                   | Third Division South                                 | 3      | 42 | 14 | 11 | 17 | 69  | 75  | -6  | 39  | 14.    |
| 1926/27                                                   | Third Division South                                 | 3      | 42 | 13 | 9  | 20 | 63  | 80  | -17 | 35  | 17.    |
| 1927/28                                                   | Third Division South                                 | 3      | 42 | 9  | 13 | 20 | 53  | 91  | -38 | 31  | 21.    |
| 1928/29                                                   | Third Division South                                 | 3      | 42 | 11 | 8  | 23 | 55  | 103 | -48 | 30  | 20.    |
| 1929/30                                                   | Third Division South                                 | 3      | 42 | 6  | 9  | 27 | 60  | 135 | -75 | 21  | 22.    |
| 1930/31                                                   | Southern Football League (Western Section)           | –      | 22 | 12 | 3  | 7  | 62  | 49  | +13 | 27  | 3.     |
| 1931/32                                                   | Southern Football League (Western Section)           | –      | 24 | 9  | 4  | 11 | 66  | 73  | -7  | 22  | 8.     |
| 1932/33                                                   | Southern Football League (Western Section)           | –      | 20 | 7  | 1  | 12 | 39  | 58  | -19 | 15  | 9.     |
| 1933/34                                                   | Southern Football League (Western Section)           | –      | 20 | 8  | 2  | 10 | 39  | 50  | -11 | 18  | 7.     |
| Klub byl v letech 1934 – 2010 neaktivní.                  |                                                      |        |    |    |    |    |     |     |     |     |        |
| 2010/11                                                   | Western Football League (Division One)               | 10     | 36 | 29 | 3  | 4  | 118 | 33  | +85 | 90  | 1.     |
| 2011/12                                                   | Western Football League (Premier Division)           | 9      | 34 | 22 | 9  | 3  | 96  | 32  | +64 | 75  | 1.     |
| 2012/13                                                   | Southern Football League (Division One South & West) | 8      | 42 | 24 | 11 | 7  | 84  | 38  | +46 | 83  | 3.     |
| 2013/14                                                   | Southern Football League (Division One South & West) | 8      | 42 | 28 | 5  | 9  | 111 | 58  | +53 | 89  | 2.     |
| 2014/15                                                   | Southern Football League (Division One South & West) | 8      | 42 | 32 | 6  | 4  | 122 | 34  | +88 | 102 | 1.     |
| 2015/16                                                   | Southern Football League (Premier Division)          | 7      | 46 | 19 | 9  | 8  | 69  | 58  | +11 | 66  | 10.    |
| 2016/17                                                   | Southern Football League (Premier Division)          | 7      | 46 | 25 | 14 | 7  | 92  | 42  | +50 | 89  | 3.     |
| 2017/18                                                   | Southern Football League (Premier Division)          | 7      | 46 | 13 | 14 | 19 | 76  | 98  | -22 | 53  | 17.    |
| 2018/19                                                   | Southern Football League (Premier Division South)    | 7      | 42 |    |    |    |     |     |     |     |        |